# Vladimír Černušák
Vladimír Černušák (25. listopadu 1921 Nové Mesto nad Váhom – 15. ledna 2018 Bratislava) byl slovenský sportovní funkcionář, v letech 1981–1992 byl členem Mezinárodního olympijského výboru.

## Život a působení v tělovýchovném hnutí
Vladimír Černušák sloužil jako kadet ve slovenské armádě a zúčastnil se v srpnu 1944 Slovenského národního povstání. Během bojů byl zajat, ale při převozu do Leopoldova se mu podařilo uprchnout.
Po skončení 2. světové války vystudoval Černušák zeměpis a tělesnou výchovu na Univerzitě Komenského v Bratislavě. Po ukončení studia působil na univerzitě na Fakultě tělesné výchovy a sportu jako učitel tělesné výchovy. Pracoval také na ministerstvu školství a na Pedagogické fakultě Univerzity Karlovy v Praze. V letech 1963 až 1966 byl prorektorem Univerzity Komenského, v roce 1975 mu byl udělen titul profesor. Jeho odborným zaměřením byla zejména oblast teorie a metodiky plavání. Působil i jako plavecký tréner a byl autorem mnoha odborných publikací.
Jako sportovní funkcionář začal působit v 50. letech. V roce 1957 se stal členem předsednictva Slovenského ústředního výboru Československého svazu tělesné výchovy, v letech 1969–1983 byl jeho předsedou a zároveň místopředsedou Ústředního výboru ČSTV. Byl členem Československého olympijského výboru a v letech 1969 až 1992 jeho místopředsedou. Byl vedoucím československé výpravy na Zimních olympijských hrách v Sapporu (1972) a na Zimních olympijských hrách v Innsbrucku (1976).
Ještě před rozdělením Československa, k němuž došlo v roce 1993, byl v prosinci 1992 založen Slovenský olympijský výbor a Černušák byl zvolen jeho prvním předsedou. Funkci zastával do roku 1999, poté se stal čestným prezidentem.
V roce 1981 byl Vladimír Černušák zvolen členem Mezinárodního olympijského výboru. V roce 1993 byl zvolen do MOV podruhé, tentokrát již za samostatnou Slovenskou republiku. V roce 2001 skončilo jeho členství z důvodu věku, od té doby byl čestným členem. V období 1983–1994 pracoval v MOV v programové komisi, v letech 1996–2001 v mediální komisi.
Od roku 1996 byl čestným občanem Nového Mesta nad Váhom. V roce 2002 byl za svou činnost v MOV oceněn stříbrným Olympijským řádem. V roce 2011 obdržel Velkou zlatou medaili Univerzity Komenského.

## Publikace (výběr)
- Základy športového tréningu (nakladatelství Šport, Bratislava 1959)
- Športový trénink plávania, skokov do vody, vodného póla (nakladatelství Šport, Bratislava 1968)
- Plavání (s Miloslavem Hochem, Státní pedagogické nakladatelství, Praha 1968)